# Національна бібліотека В'єтнаму
Національна бібліотека В'єтнаму (в'єт. Thư viện Quốc gia Việt Nam; фр. Bibliothèque Nationale du Viet Nam) — національна бібліотека у В'єтнамі, знаходиться у Ханої. Указом від 29 листопада 1917 вона була створена під назвою Центральна бібліотека Індокитаю.
Пізніше вона отримувала такі назви: Бібліотека П'єра Паск'є (28 лютого 1935), Bibliothèque Nationale (Національна бібліотека, 20 жовтня 1945), Bibliothèque Centrale de Hanoï (Центральна бібліотека Ханою, лютий 1947) перед тим, як у 21 листопада 1958 отримала свою нинішню назву.

## Вебсайт та цифрові колекції
Вебсайт бібліотеки доступний в'єтнамською, англійською та французькою мовами. У ньому представлені останні новини що стосуються бібліотеки, деталізовані відомості про останні події та діяльність бібліотеки.
На вебсайті також представлена інформація про цифрові колекції. Ці колекції включають:
- Докторські дисертації
- Книги Індокитаю
- Книги, мапи про Ханой
- Сино-номські книги
- Стрічки, компакт-диски
- Англомовні книги про В'єтнам